# En vår i vapen
En vår i vapen är en svensk dramafilm från 1943 i regi av Gunnar Skoglund.

## Handling
Filmen utspelar sig våren 1940. Kalle, Gustav och Åke blir inkallade i kriget och får lämna sina käresta. Längtan till flickvännerna där hemma är stark, men samtidigt finns andra kvinnor på orten där de är placerade.

## Om filmen
Filmen premiärvisades 4 januari 1943 på biograf  Palladium i Stockholm. Den spelades in i Filmstaden Råsunda med exteriörer filmade i Norrköping, Kimstad, Grensholm och Göteborgstrakten av Åke Dahlqvist.

## Roller (i urval)
- Gaby Stenberg -  Gullan
- Ingrid Borthen - Elsa, växeltelefonist
- Kotti Chave - Gustav Lind, bilmekaniker
- George Fant - Kalle Andersson, bilmekaniker
- Bibi Lindkvist - Inga Forsman, Jans dotter
- Erik Berglund - Jan Forsman, storbonde
- Helge Mauritz - Oscar
- Bertil Sohlberg - Pelle, Kalles systerson
- Rita Sandström - Kajsa, Kalles systerdotter
- Jullan Kindahl - fru Andersson, Kalles mor
- Gunnar Ekwall- Magnusson, verkstadsägare
- Hampe Faustman- furir Åke Berglund
- Georg Funkquist- Jacobsson, kontorschef
- Harry Persson - Janne Jansson, värnpliktig 39
- Tore Thorén - Jerka, värnpliktig
- Fritiof Billquist - löjtnant Moldén

## Musik i filmen
- Längtan till landet, kompositör, Otto Lindblad text Herman Sätherberg, sång Harry Persson
- Vårvindar friska, text Euphrosyne, sång Tore Thorén
- Vårsång, kompositör, Prins Gustav text Herman Sätherberg, sång Harry Persson
- Den sitter där den sitter, kompositör, Harry Persson text Harry Persson, Nils Bie sång Tore Thorén och Harry Persson
- Schottis (Johansson), kompositör, Gunnar Johansson, instrumental.
- My Old Kentucky Home (Good Night), kompositör och text Stephen C. Foster, instrumental.
- Fox Special, kompositör, Jack Gill, instrumental.
- Bröllopet på Ulfåsa. Bröllopsmarsch, kompositör, August Söderman , instrumental.

## DVD
Filmen gavs ut på DVD 2016.